# リー・アイアコッカ
リー・アイアコッカ（英語: Lee Iacocca, 本名：リド・アンソニー・アイアコッカ、Lido Anthony Iacocca, 1924年10月15日 - 2019年7月2日）は、アメリカの実業家。自動車製造会社、フォード社の社長、クライスラー社の会長を歴任した。

## プロフィール

### 生い立ち
1924年10月15日に、裕福なイタリア系移民の息子として、アメリカ東海岸のペンシルベニア州アレンタウンに生まれた。
父はレストラン経営者で、イタリア南部ナポリの北東サン・マルコ・デイ・カヴォーティ村の出身であった。1930年代の大恐慌の影響を受け家計が苦しくなったが、その後持ち直し、大学入学まで同市で育つ。

### 大学と大学院
アメリカ東部の名門大学リーハイ大学で機械工学と管理工学を学んだ後（若年性関節リウマチの既往があったため、入隊志願したものの徴兵検査ではねられて第二次世界大戦には徴兵されなかった）、同じく東部の名門であるプリンストン大学大学院で修士号を取得。

### フォード入社
第二次世界大戦終結後の1946年8月に、アメリカの自動車製造「ビッグスリー」の一角を占め、当時世界第2位の規模を持つ自動車会社であるフォードに入社した。理系の学歴を持つこともあり当初は技術畑への配属を打診されたものの、フォードに入社した後は希望通り主に販売に関わり、アメリカ東海岸地区の地区販売支配人や商用車販売部門長などを歴任した。
その後国内市場のローン販売の企画の成功などで頭角を現し、1960年11月にフォード部門の総支配人兼副社長に就任。当時のフォードの社長で、後にジョン・F・ケネディ政権の国防長官となるロバート・マクナマラの下で辣腕を振るうこととなる。

### 「マスタングの父」

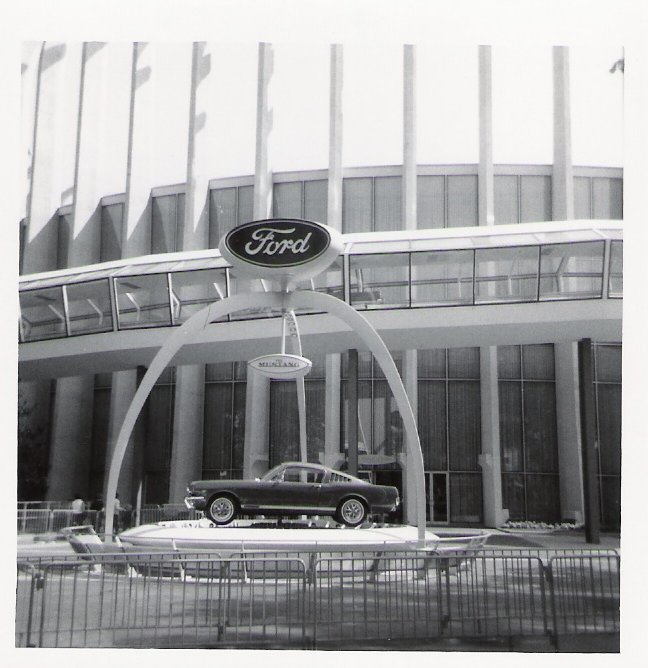
ニューヨーク万国博覧会のフォード館前に展示されるマスタング（1964年）

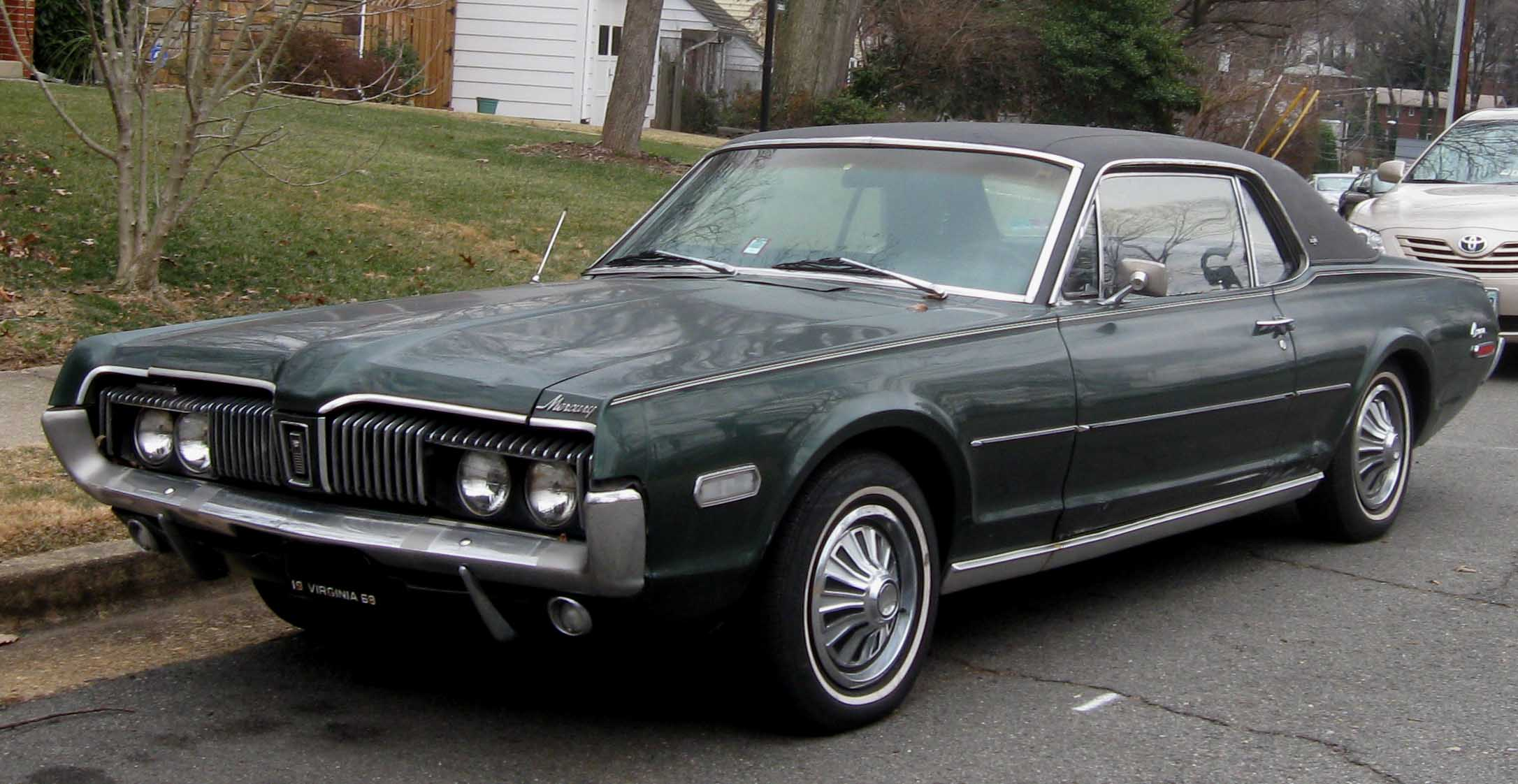
マーキュリー・クーガー（1968年）

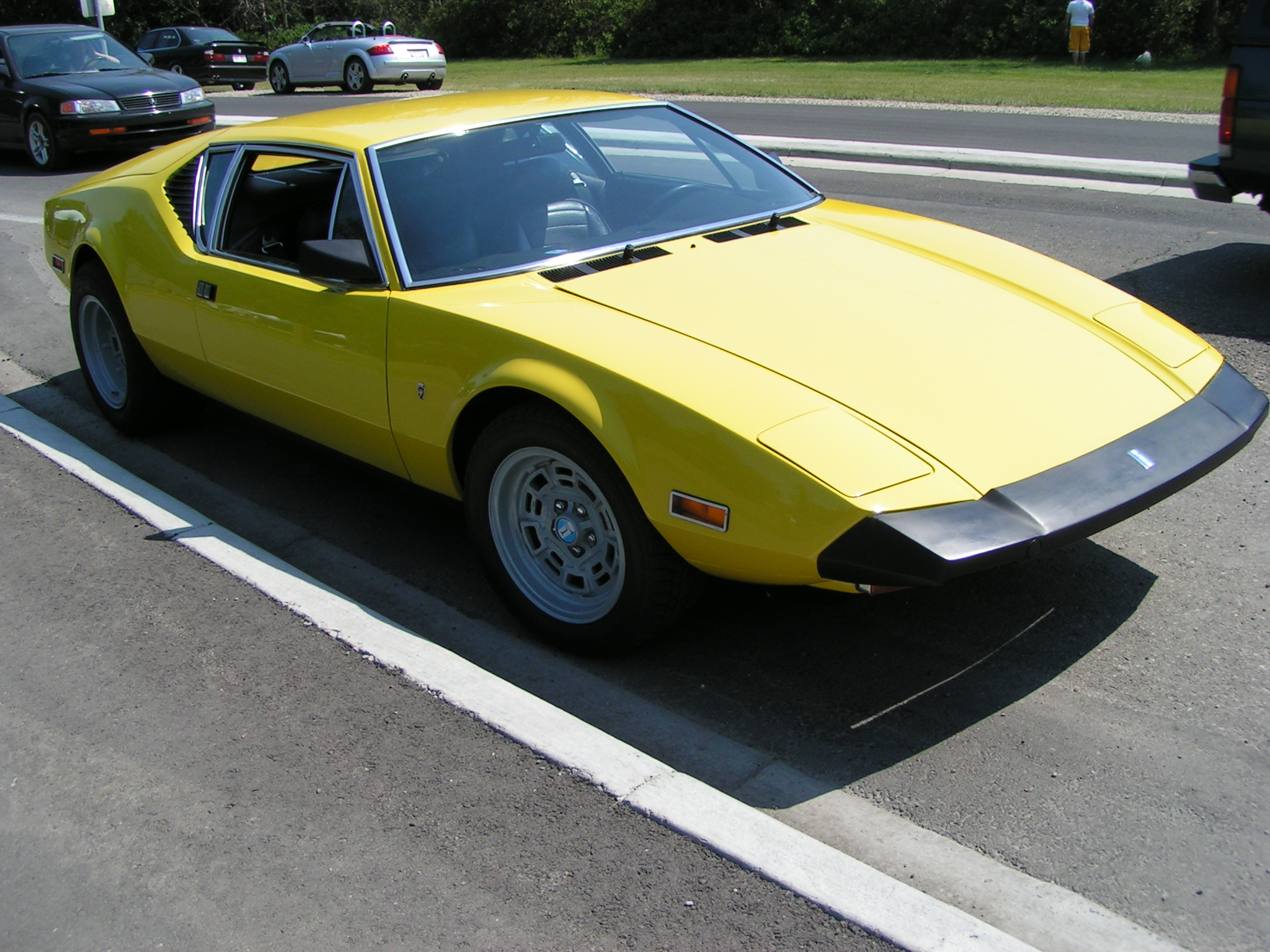
デ・トマソ・パンテーラ（1972年）

1960年代に入って以降の好景気を背景に、第二次世界大戦以降に出生した、所謂「ベビーブーマー」と呼ばれる世代向けの中型車として開発された2ドアクーペ、「マスタング」の開発責任者となる。
1964年4月17日から開催されたニューヨーク万国博覧会の初日に発表された初代マスタングは、そのスポーティーな外観や性能、低価格、「フルチョイスシステム」と呼ばれる多彩なオプション群と巧みな広告戦略などのマーケティング戦略により、「フォード・モデルT以来」と言われるアメリカ自動車史に残る大ベストセラーとなり、アイアコッカの名は「マスタング」の名とともに全世界に知れ渡ることになる。

### マーキュリー立て直し
1965年1月にはフォードとマーキュリー、リンカーン部門の副社長に就任。当時オールズモビルやビュイックの攻勢に低迷していた、フォードの高級車部門のマーキュリー部門やリンカーン部門の建て直しを成功させた。
さらにマーキュリー部門の高級スポーツカーの「クーガー」やリンカーン部門の高級クーペ「マークⅢ」をヒットさせるなどの実績を残し、同社会長で創始者ヘンリー・フォードの孫にあたるヘンリー・フォード2世の覚えもめでたく、1970年1月にフォードの社長に就任した。

### フォード社長へ
社長在任中は、オイルショックと日本製小型車との競争激化を受けて低迷した国内外の販売を、モデルチェンジの末に肥大化したマスタングの小型化や国内販売網の強化、前輪駆動の小型車である「フィエスタ」の導入などを行い乗りきった他、いくつかの不採算事業の売却を行い、経営状況の安定を行った。
一方で、アイアコッカはその優れた手腕とは裏腹に、その社長という地位を利用した公私混同、特にイタリア系の企業との癒着とも言える経営も多かった。副社長時代の1967年には、友人でイタリアのスポーツカーメーカーのデ・トマソを経営するアレハンドロ・デ・トマソが、フォードV8エンジンを搭載した「マングスタ」を登場させるなど、その関係は大人しいものであった。
しかし社長に就任した直後の1970年には、イタリアのコーチビルダーの「ギア」を、アレハンドロ・デ・トマソから買収した上に、デ・トマソをフォードのスポーツカープロジェクトに招聘し、ブランドイメージ向上のために「フォード・GT40のイメージを踏襲するスポーツカー」のプロジェクトを企画した。フォード製5.8リッターV8エンジンを、ギアのトム・ジャーダがデザインしたボディに搭載した高級スポーツカー「パンテーラ」を開発させ、アメリカ国内のリンカーンとマーキュリーのディーラーで販売させるなどしていた。
しかしこの一連のプロジェクトは、デ・トマソには莫大な売却益とアメリカ市場における知名度の向上という恩恵を与えたものの、フォードにとっては製品耐久上の問題をはじめとする、必要のない問題を抱え、利益を与えるものとはならなかったために大きな批判を受けた。なお、この時に買収した「ギア」と「ヴィニャーレ」は現在もフォードが所有しており、フォードの高級グレードなどに使用している。

### 亀裂

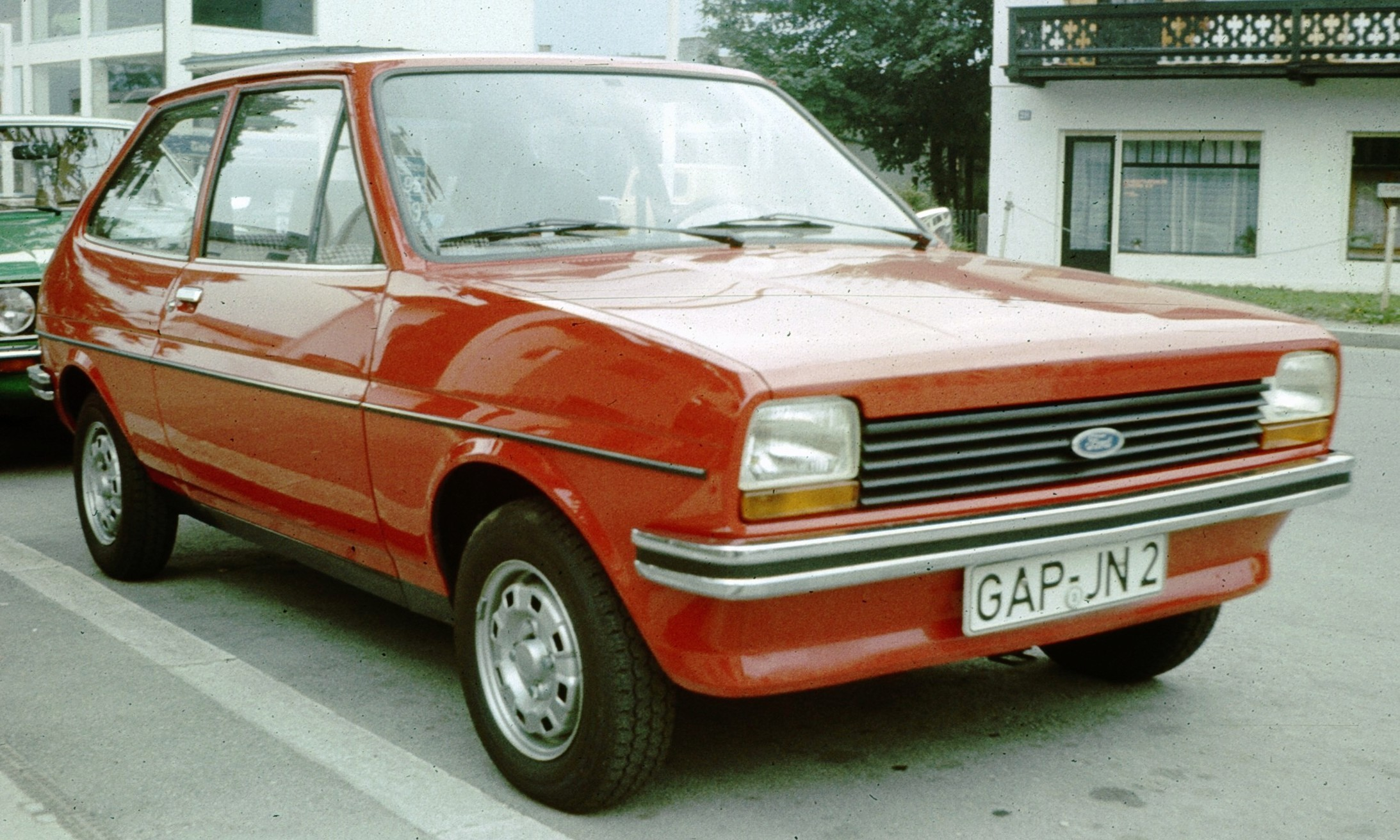
フィエスタ（1976年）

社長に就任したアイアコッカとヘンリー・フォード2世は、同社の順調な経営成績を背景に当初は良好な関係を築いていた。
しかし、アイアコッカは優れた経営手腕を発揮しその名声を高めていく一方で、人一倍自己顕示欲が強いことと、イタリア系の出自を元に徐々に上記のような公私混同ともいえる独断的な経営手法を露にしていき、その手法は1970年代中盤にはだれの目にも明らかになっていった。
アイアコッカとヘンリー・フォード2世は、1970年代中盤に差し掛かると、ヘンリー・フォード2世が引っ張っていたヨーロッパ市場における販売戦略による対立や、小型車「フィエスタ」のアメリカ市場導入、さらにはアイアコッカ自らおこなっていた、ホンダエンジンを搭載した小型車の開発の突然の中止など、同社の経営方針を巡って両者は対立していった。

### 「ピント」の欠陥問題

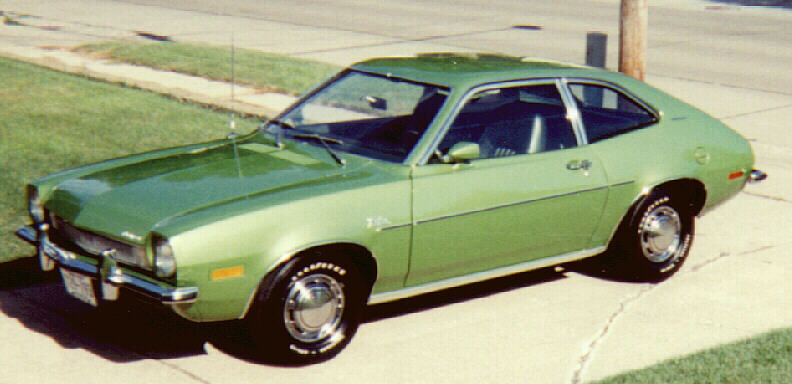
ピント（1972年）

さらに1972年に導入された小型車「ピント」の欠陥問題では、運転手が亡くなり同乗者も大やけど負ってしまい、事故調査ではガソリンタンクの設計上の欠陥が疑われた。
また同様の事故が全米で多発し、著名な弁護士であるラルフ・ネーダーもこれを問題視し、後に100件を超える訴訟をフォードが抱えることとなった。しかしアイアコッカ率いるフォードはこれを単なる衝突事故として片付け、「設計上の欠陥によるものではない」と完全に無視した。
マスコミだけでなく政府もこれに対する調査を始め、また「ピント」のみならずフォードの非買運動が巻き起こるとフォードも無視できなくなり、その結果1978年にフォードは「ピント」のガソリンタンク欠陥がきっかけで同乗者3人が死亡した事故の責任を認め、300万台超に対するリコールによる多大な金額的損失とブランド棄損を負うことになり、「ピント」は廃止された。

### 責任逃れ
しかしアイアコッカは当初「ピント」を自らが開発、導入を主導したと吹聴したものの、衝突事故が問題視されるとこれを封印。さらに社内調査でガソリンタンクの欠陥が分かってもこれを無視し続けたにもかかわらず、社長の座にい続けようとした。これに対してヘンリー2世は、社長職の上に副会長職を創設し3人の上級社長による経営体制の構築を行うなど、アイアコッカに対して事実上の降格人事をおこなわざるを得なかった。
ヘンリー2世との対立関係もますます悪化し、ヘンリー2世がアイアコッカのイタリア系マフィアとの関係を含む様々な身辺調査を行い、これをアイアコッカが人種差別であると訴えるなど修復不可能な状態にまで発展した。

### 解雇

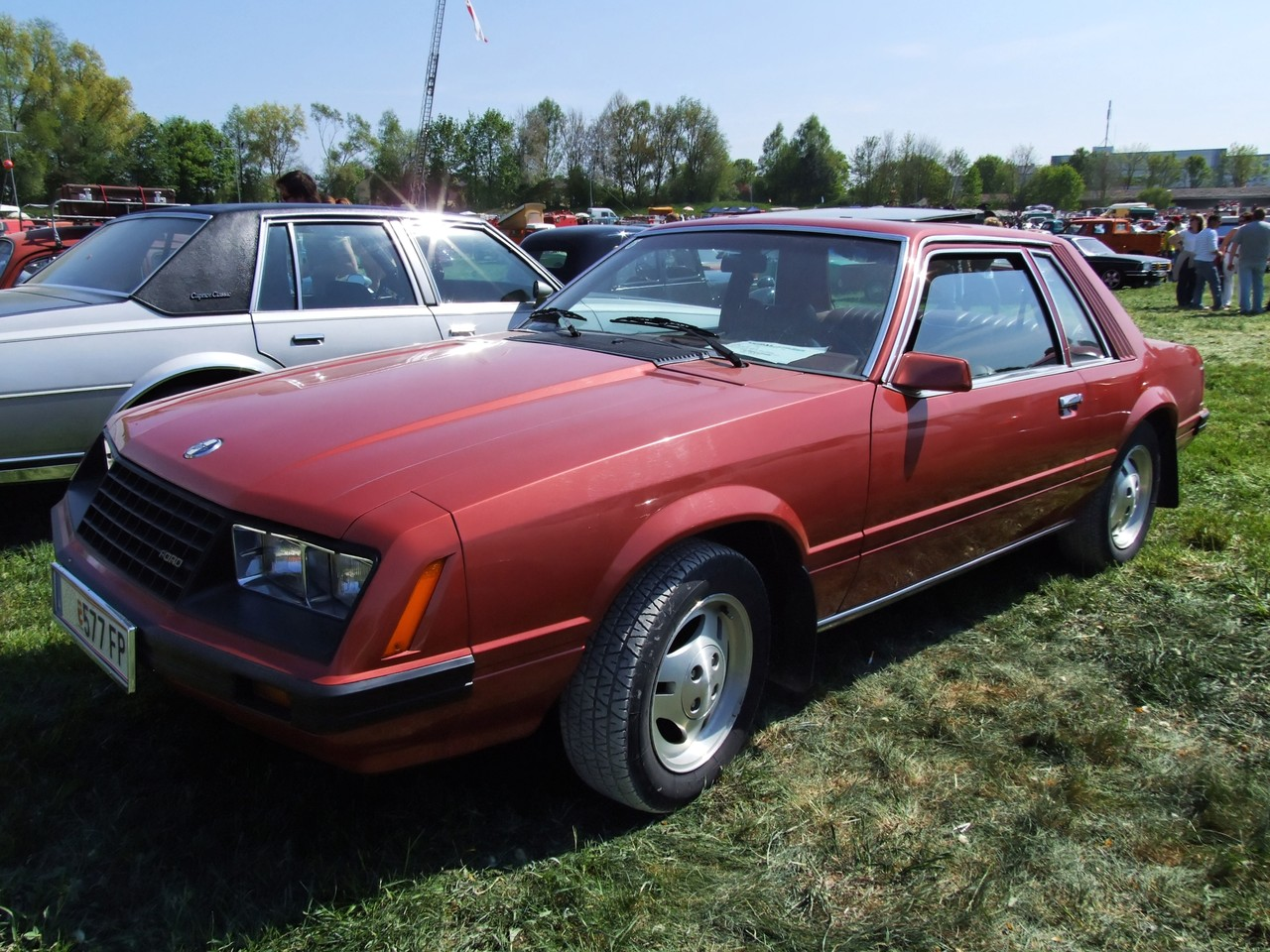
マスタング（1979年）

1978年10月、フォードが史上最高の売り上げを2年連続で達成したと発表された直後、同社を解雇された。この解雇は非常に唐突に行われたもので、直後に発売された新型マスタングのポスターが、アイアコッカの掲載されている版のままで差し替えが間に合わなかったほどであった。
この件に関して当事者のヘンリー･フォード2世は「"アイアコッカブーム"を押さえなければならない理由が山ほどあったのだ」、「アイアコッカがピンときて（自分に対する身辺調査に気づいて）、ずっと会社を辞めてくれれば、と願っていた」と自伝の作家に語っている。
またアイアコッカも、解雇されたショックとヘンリー・フォード2世、そしてその側近に対する恨みを自著「アイアコッカ―わが闘魂の経営」に書き綴っている。なおフォード解雇後、フォードとの契約により用意されたデトロイト近郊のみすぼらしい事務所に、フォード時代から引き継いだ秘書とともに向かったアイアコッカは、その悔しさに二度とその場には戻らなかったといわれる。

### クライスラー会長へ

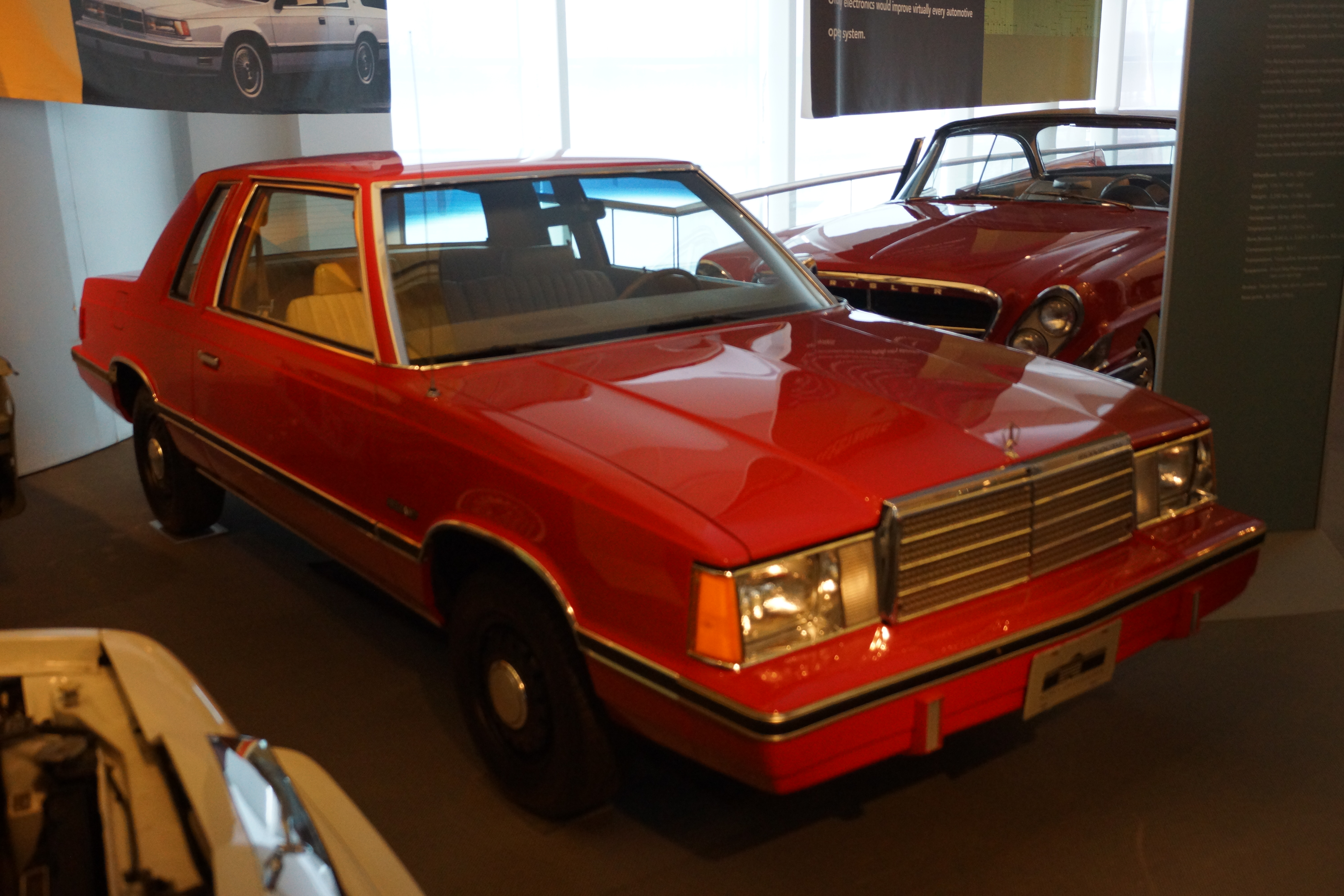
Kエンジン・Kプラットフォーム採用 プリムス・リライアント（1981年）

フォードを解雇された直後の1978年11月に、フォードのライバルであり、日本車との販売競争や第2次オイルショックによる大型車戦略の破たん、ずさんな財務などのあおりを受けて、当時深刻な経営危機に陥っていたクライスラーのジョン・J・リカルド会長に請われて同社の社長に就任する（その後1979年9月に会長に就任）。
就任後は同社の社内改革を進める一方、自らの年俸を1ドルとし労働組合との共闘の道を開いた。また、1979年12月には、同月に成立した債務保証法により連邦政府から15億ドルの資金調達に成功。同時にV型8気筒エンジン搭載の中・大型車中心の開発姿勢から、2.2リッター直列4気筒エンジン（Kエンジン）搭載の小型車（Kプラットフォーム 日本では中型セダンにあたるモデル）中心の開発へと舵を切った。
2年後、1981年に発売された小型車、プリムス・リライアント、ダッジ・アリエス、ダッジ400（いずれもKエンジン・Kプラットフォーム採用モデル）は大ヒットし、また連邦政府からの借金を全額返済し、クライスラーは深刻な経営危機から立ち直ることとなる。

### 「アメリカ産業界の英雄」

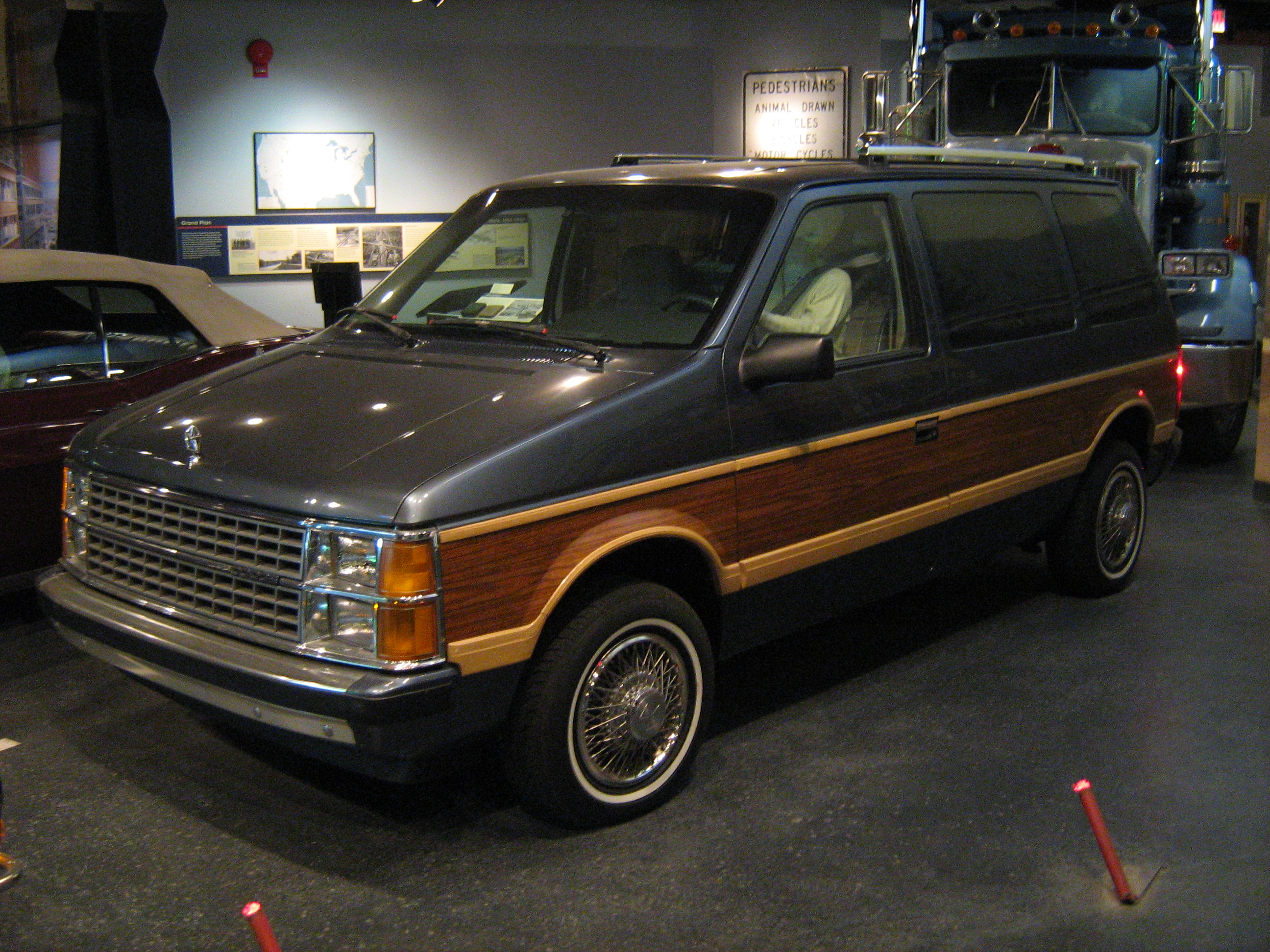
Kエンジン・Sプラットフォーム採用 ミニバン ダッジ・キャラバン（1983年）

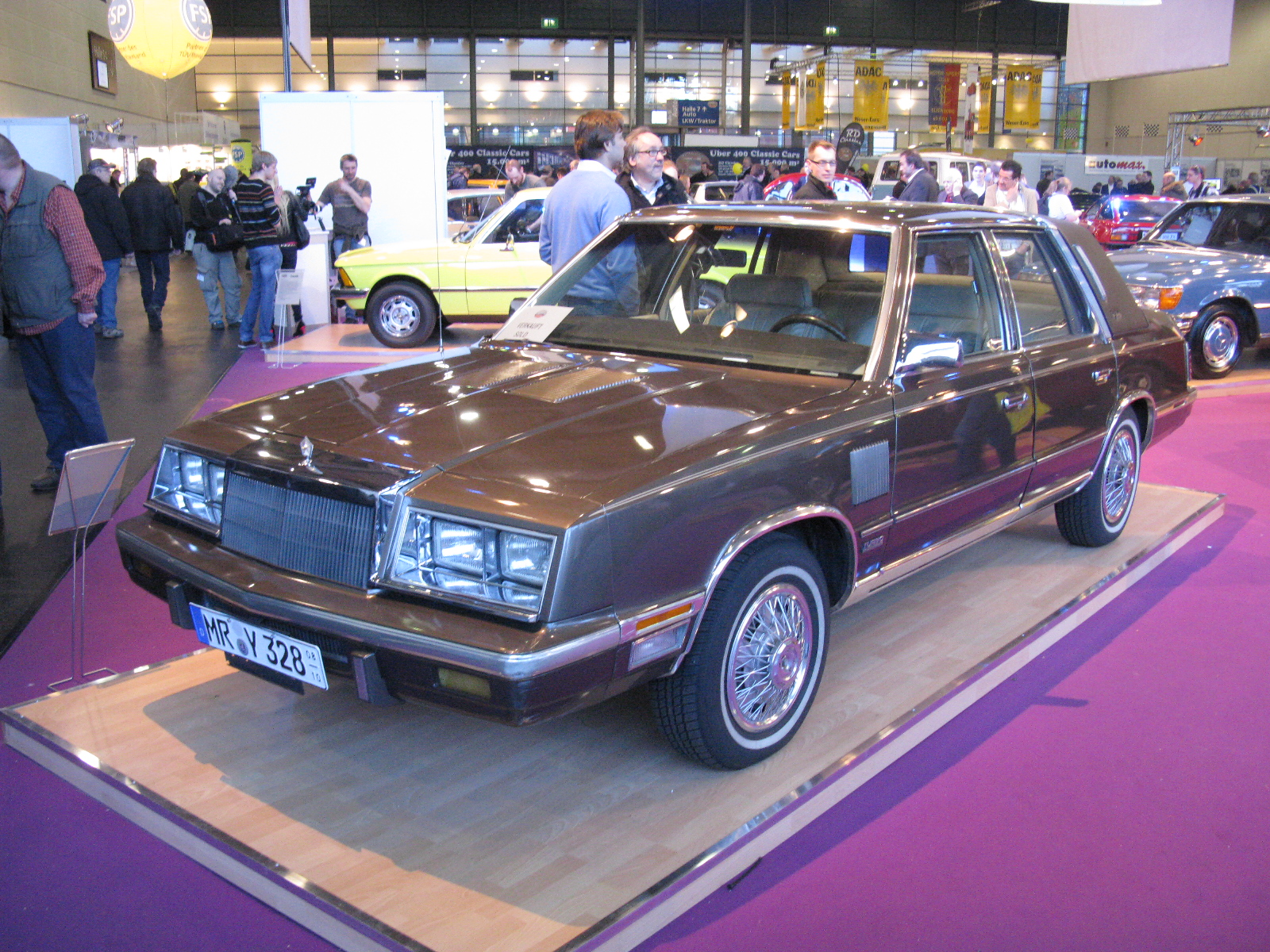
ニューヨーカー（1984年）

さらに1983年には、フォード時代にアイアコッカの右腕として活躍していたが、アイアコッカと同じくヘンリー・フォード2世との対立の末に解雇され、クライスラーに転職したハロルド・スパーリック（初代フォード・マスタングの開発主任）のもとで開発されたアメリカ自動車初のミニバン、「ダッジ・キャラバン」、「プリムス・ボイジャー」（いずれもKエンジン・Kプラットフォームを拡張したSプラットフォーム採用モデル）が大ヒットし、同社を黒字化させた。
小型車で大ヒットを博したKエンジン・Kプラットフォームは小型車での採用のみならず、排気量拡大（やターボ化）、プラットフォームを拡張するなどして、前述のミニバンや、「ニューヨーカー」（Kエンジン・Kプラットフォームを拡張したEプラットフォーム採用モデル）などの中型車、「レバロン・コンバーチブル」（Kエンジン・Kプラットフォーム採用モデル）などのスポーティーカーへも流用された。
Kエンジン・Kプラットフォームは、1980年代から1990年代のクライスラーで多くの車種で共用されることとなり、同社の開発コスト低減に貢献し、多くの中・小型車を成功に導き、破産寸前とまでいわれたクライスラーを立て直し、数十万人のアメリカ人の雇用を守った。この功績により、アイアコッカは「アメリカ産業界の英雄」とまで称されるようになった。
なお1980年代のクライスラーの最高級車「インペリアル」の広告に、イタリア系アメリカ人の大スターであるフランク・シナトラを起用している。

### 大統領選出馬の噂
クライスラーを経済危機から救った1982年5月には、当時のロナルド・レーガン大統領に請われ、ニューヨークの自由の女神像の修復基金の代表を務めたことから、大統領選挙への出馬さえ噂されるようになるが、1984年に出版され、世界的な大ベストセラーとなった自叙伝『アイアコッカ―わが闘魂の経営』でこれを否定している。

### 「グローバル・モーターズ」構想

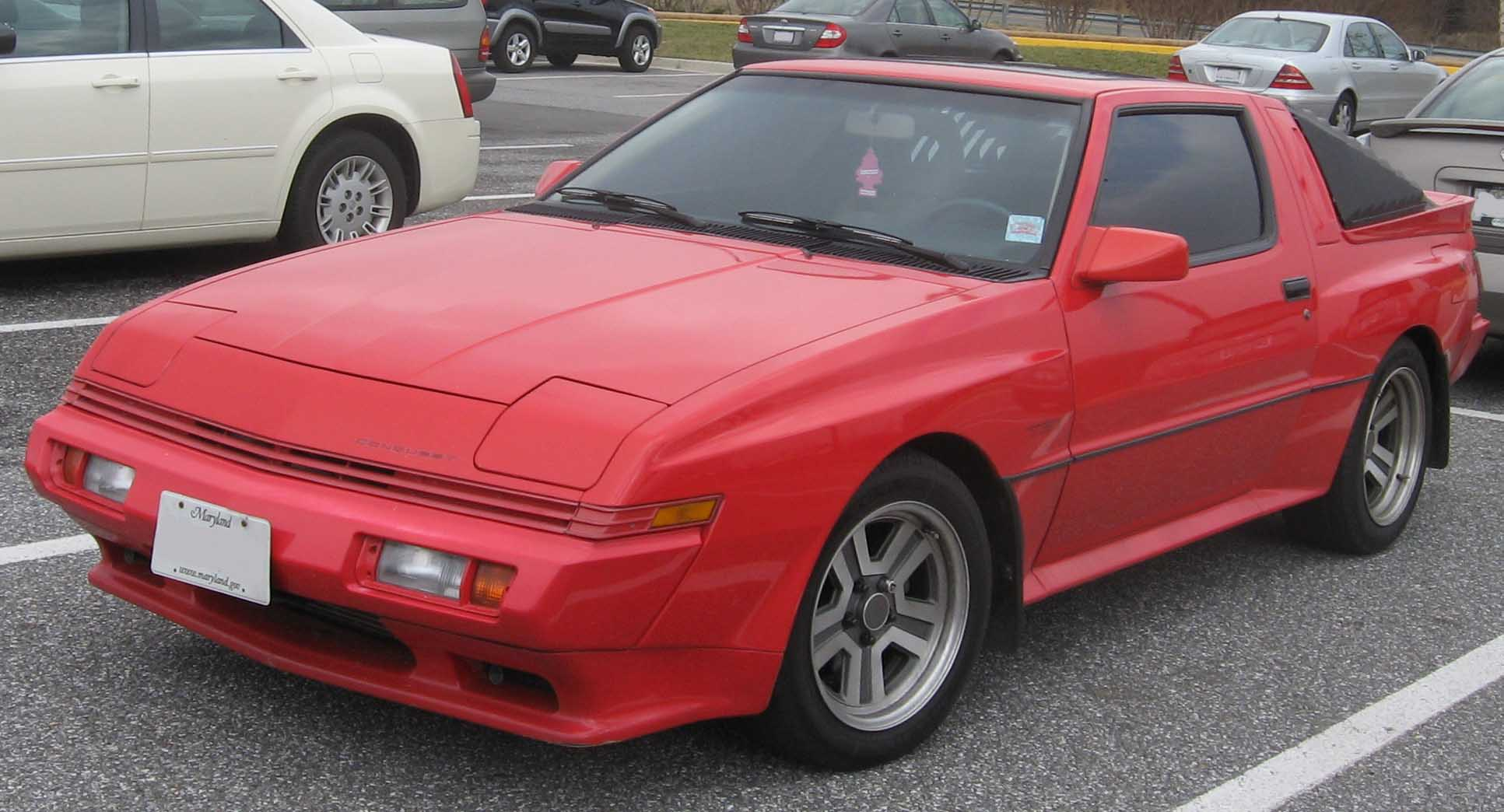
プリムス・コンクエストの名で販売された三菱・スタリオン（1986年）

同書では、日本やヨーロッパの自動車会社との資本提携により、世界最大の自動車メーカーゼネラルモーターズ（GM）を超える競争力を持つ自動車会社を作るという「グローバル・モーターズ」構想を提唱。アイアコッカは経営危機を乗り切り経営が安定したクライスラーの拡大を目指した。
1985年には、日本の三菱自動車との提携をまとめ、イリノイ州に合弁会社の「ダイヤモンドスター・モーターズ（DSM）」を設立し、同社の工場で共同生産を開始するとともに、同社のモデルを「プリムス」ブランドでの販売も開始した。
1987年には、経営不振に陥っていたフランスのルノーの傘下で「ジープ」ブランドを所有する、アメリカン・モーターズ（AMC）を買収し、ジープブランドをクライスラー社の高収益部門に育て上げた。またルノーのモデルを「イーグル」ブランドで販売したもののこれは成功したとはいえなかった。

### 弊害

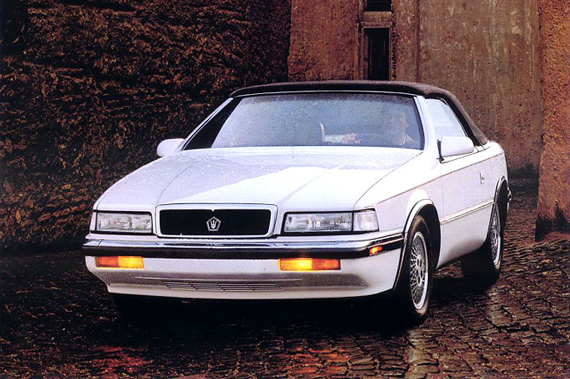
TC バイ・マセラティ（1988年）

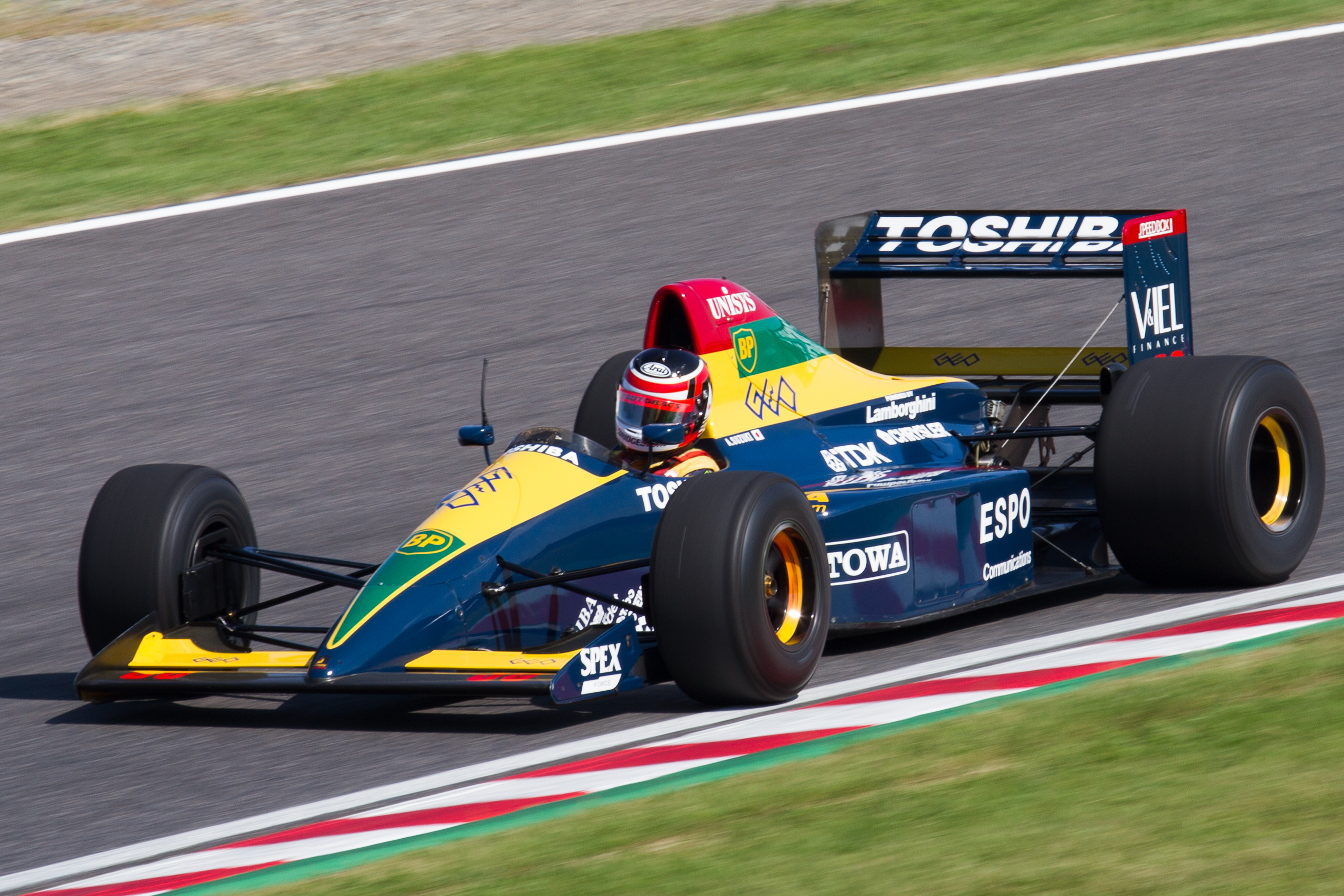
ローラLC90ランボルギーニ・クライスラー（1990年）

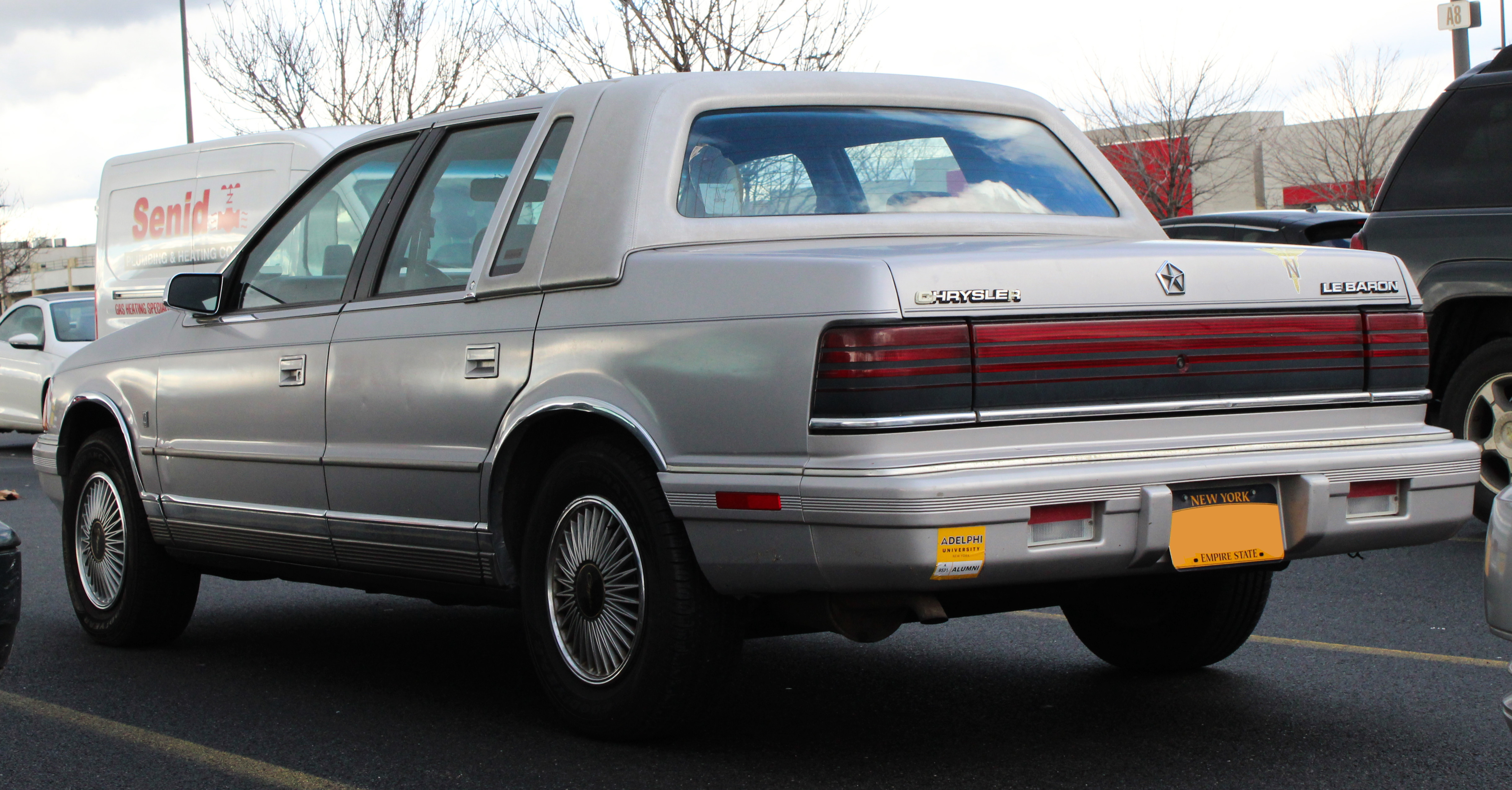
ル・バロン（1991年）

これらの動きと同時に、1988年にはフォード時代からの友人であるアレッサンドロ・デ・トマソとの個人的な関係だけを基に話を進めた、イタリアの高級車メーカーのマセラティとの提携による高級モデル「TC バイ・マセラティ｣の生産を開始した。
しかしこれは経営的には何の意味も成さず大赤字を出し、売れ残りを大量に出したまま1990年に生産を終了した。
さらに1987年に行われたイタリアの高級スポーツカーメーカー・ランボルギーニのインドネシア系企業からの買収、その後のランボルギーニのフォーミュラ1への挑戦など、フォード時代に自ら失脚するきっかけを作ったイタリア系企業との試みはすべて失敗に終わった。
また、ビジネスジェット機製造会社・ガルフストリーム・エアロスペースの買収など、アイアコッカは独裁的な地位と、イタリア系という出自を背景にした公私混同ともいえる経営を行っていた（アメリカン・モーターズの買収も、役員会が総出で反対したのを「フォードを超える規模の自動車会社を作る」と意気込んだアイアコッカ1人で押し切ったという）。

### クライスラー退職
これらの失策は、数々の成功を収めたアイアコッカでさえ、10年以上に渡る長期政権による弊害が出てきたとの批判を社内外から浴びざるを得なかった。国内外の自動車会社との競争がさらに強まる中、アイアコッカはこれら本業とは直接関わりのない事業に次々投資し、しかもその多くで巨額の損失を出していった。
さらにKプラットフォームに過度に依存した結果、10年以上経つもののビッグマイナーチェンジで終わらせた各モデルの陳腐化が進み、販売台数が低迷する中でアイアコッカは社内外から批判を受け、株主や役員会からの反発もますます強くなり、1992年にクライスラーを退職した。

### 引退後
退社後の1994年には自動車殿堂入りした。1995年には、投資会社トラシンダの会長カーク・カーコリアンから「クライスラーを株価非公開企業にした方が利益が上がる」と勧誘されクライスラーの敵対的買収に乗り出した。
結果クライスラー会長のロバート・ジェームズ・イートンは「アイアコッカが会長の職を奪おうとしている」と狼狽してダイムラー・ベンツとの合併劇に至った。アイアコッカ本人は著書の中で「敵対的買収の意図はまったく無かったと後悔している」と記述している。
その後は、亡くなった前妻の死因である糖尿病克服のための財団の代表を務める傍ら、電気自転車を製作する会社を経営していた。また、2002年にNu Skin Enterprisesが創設した、世界中の飢餓に苦しむ子供たちを救うという名目のナリッシュ ザ チルドレン活動を支持し、諮問委員会の会長を務めていた。

### 死去
しかし2010年頃からパーキンソン病に悩み、その後パーキンソン病よる合併症を患いこれ以降公の場には姿を現さず、ロサンゼルスの自宅で療養中だった。2019年7月2日に死去した。94歳没。

## エピソード
- 1984年に出版された自叙伝「Iacocca:An_Autobiography」（日本語題：『アイアコッカ - わが闘魂の経営』ダイヤモンド社、日本語版の刊行は1985年）は世界中で700万部を売り上げる大ベストセラーになり、自動車業界以外にもその名前と経営手腕が知れ渡ることになった。その他にもいくつかのビジネス指南書を上梓し、いずれもヒット作となっている。
- 珍しい「アイアコッカ」の正しい綴りを覚えるため、クライスラー社の社員たちは記憶術を使い、次のように覚えた：「I Am Chairman Of Chrysler Corporation Always. （私はいつでもクライスラー社の会長である）」。
- 「特捜刑事マイアミ・バイス」のシーズン2 第22話(1985年)に、本名のリドの役名でゲスト出演した。